# Earl Watson (ur. 1990)
Earl Watson (ur. 14 września 1990 w Fort Pierce) – amerykański koszykarz występujący na pozycjach silnego skrzydłowego lub środkowego, obecnie zawodnik CS Municipal Ploeszti.
25 czerwca 2020 podpisał umowę z Legią Warszawa.
11 sierpnia 2021 dołączył do rumuńskiego CS Municipal Ploeszti.

## Osiągnięcia
Stan na 14 sierpnia 2021, na podstawie, o ile nie zaznaczono inaczej.

### Drużynowe
NCAA
- Zaliczony do I składu turnieju Cancun Challenge Riviera Division (2016)